# Uniwersytet Nafty i Minerałów im. Króla Fahda
Uniwersytet Nafty i Minerałów im. Króla Fahda  – prywatna saudyjska uczelnia, założona 23 września 1963.